# Enicospilus xeris
Enicospilus xeris là một loài tò vò trong họ Ichneumonidae.